# Moux-en-Morvan
Moux-en-Morvan là một xã của tỉnh Nièvre, thuộc vùng Bourgogne-Franche-Comté, miền trung nước Pháp.